# Malaiischsprachige Wikipedia
Die malaiischsprachige Wikipedia (malaiisch: Wikipedia Bahasa Melayu,  Jawi-Schreibweise: ويکيڤيديا بهاس ملايو, Abkürzung: mswiki) ist die Wikipedia in malaiischer Sprache. Im März 2020 hatte sie 335.000 Artikel und lag damit auf Platz 31 der Wikipedia-Sprachversionen. Von 251.000 angemeldeten Benutzern waren 426 aktiv.

## Geschichte
Die malaiischsprachige Wikipedia wurde am 26. Oktober 2002 gegründet und von Administrator Brion Vibber aktiviert. Trotz der starken Ähnlichkeit der malaiischen zur indonesischen Sprache wurden beide Wikipedias unabhängig voneinander gegründet, die indonesische sechs Monate nach der malaiischen. 2009 hatte die indonesische allerdings dreimal so viele Artikel und aktive Benutzer wie die malaiische, im März 2020 mehr als achtmal so viele aktive Autoren und 57 % mehr Artikel. Wikipediaexperte Andrew Lih sagte: „Da die Gemeinschaften entlang von Staatsgrenzen getrennt sind, ist eine Vereinigung in nächster Zeit unwahrscheinlich.“
Im August 2012 unterstützte die malaiische Wikipedia zusammen mit vielen anderen malaiischen Websites den „Blackout Day“, eine Aktion zur Sicherung der Meinungsfreiheit im Internet als Reaktion auf ein neues Gesetz, das Internetnutzer und Betreiber für illegale Inhalte auf ihren Seiten verantwortlich machte, mit einem Banner. Seit dem 27. Juli 2016 können in der malaiischen Wikipedia keine Dateien mehr hochgeladen werden, wegen Urheberrechtsverletzungen geschieht dies nur noch über Wikimedia Commons. 2019 erregte Vandalismus des Artikels über den indonesischen Sportminister Syed Saddiq für einige Aufmerksamkeit.

## Meilensteine

Grafik des Wachstums der malaiischsprachigen Wikipedia.

- 001.000 Artikel – 7. Februar 2004
- 010.000 Artikel – 21. Dezember 2005
- 050.000 Artikel – 24. September 2009
- 100.000 Artikel – 9. Januar 2011
- 200.000 Artikel – 21. März 2013
- 300.000 Artikel – 23. Juli 2017

## Bildergalerie

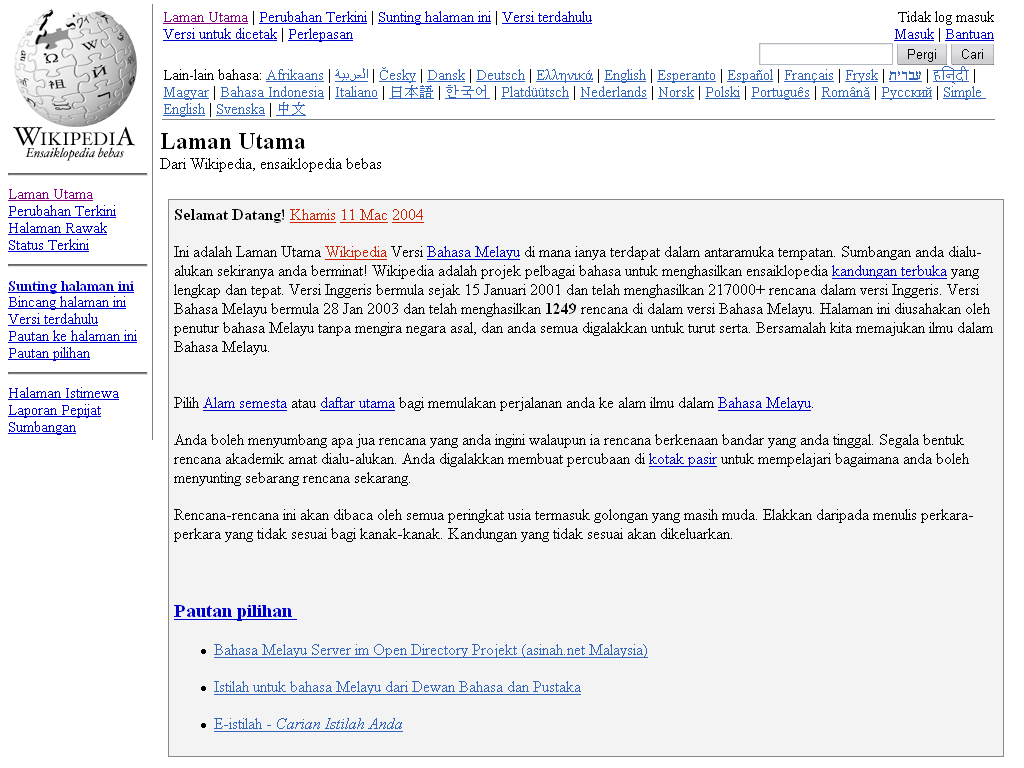
Hauptseite (11. März 2004)
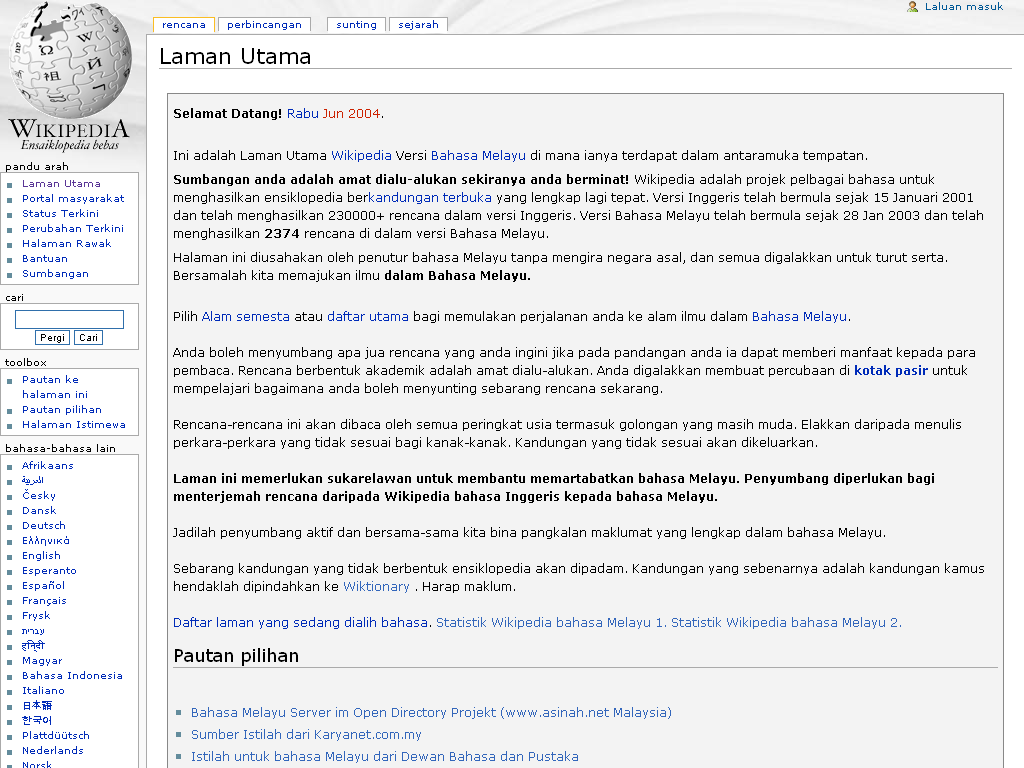
Hauptseite (30. Juni 2004)
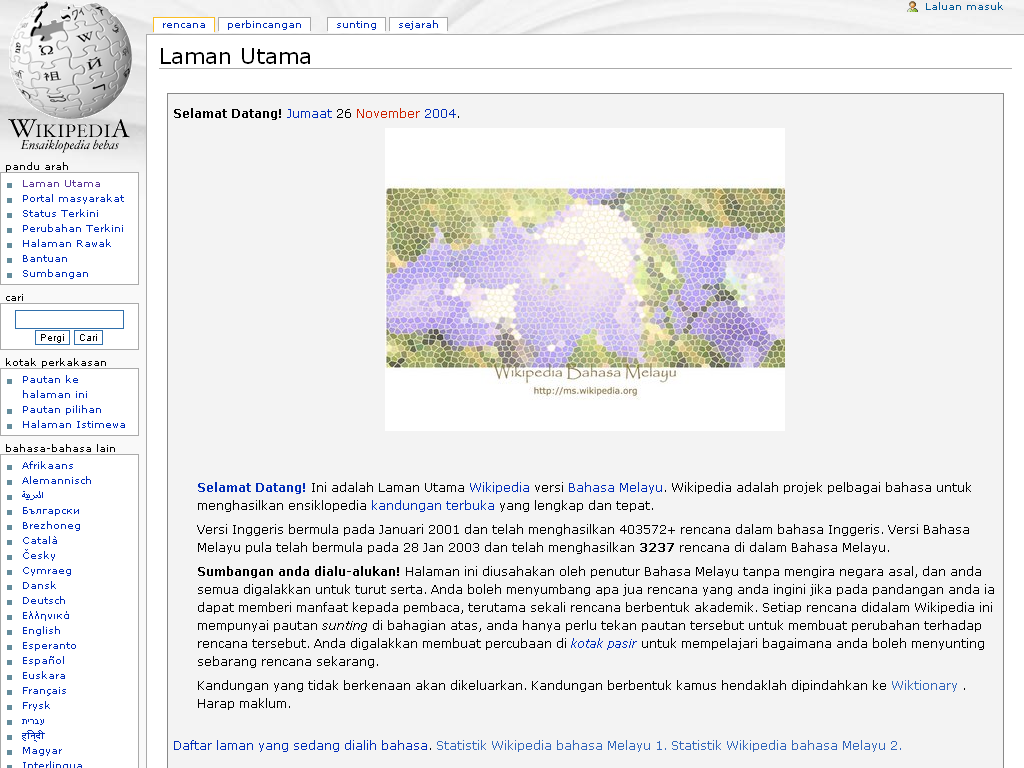
Hauptseite (26. November 2004)
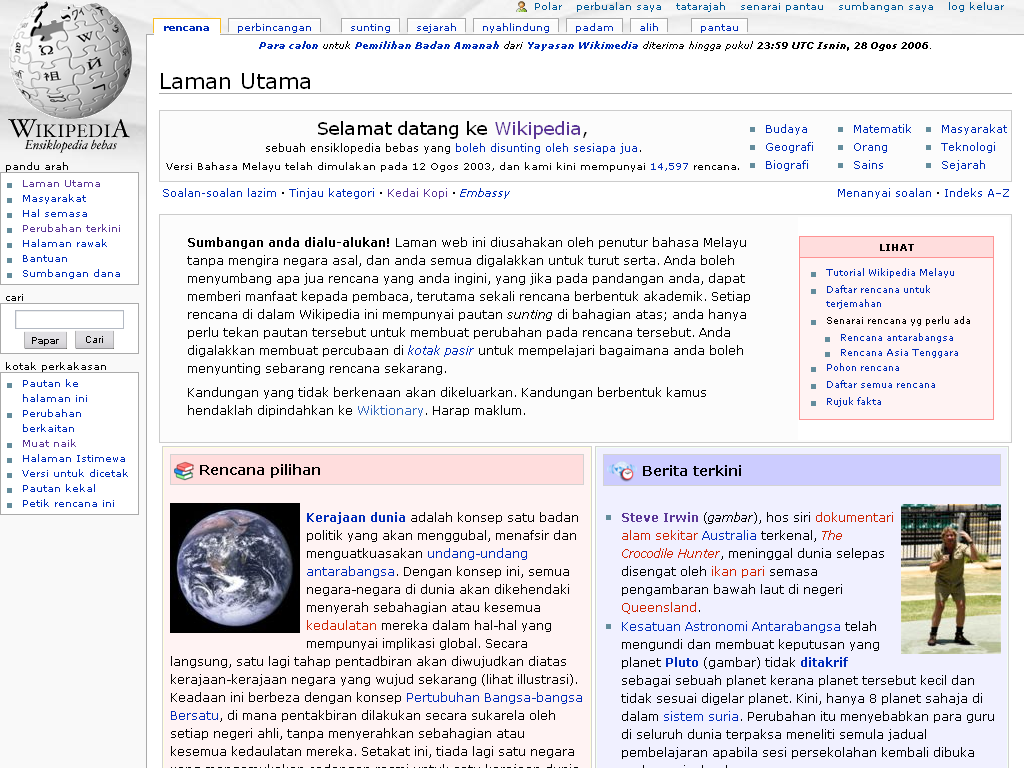
Hauptseite (4. September 2006)
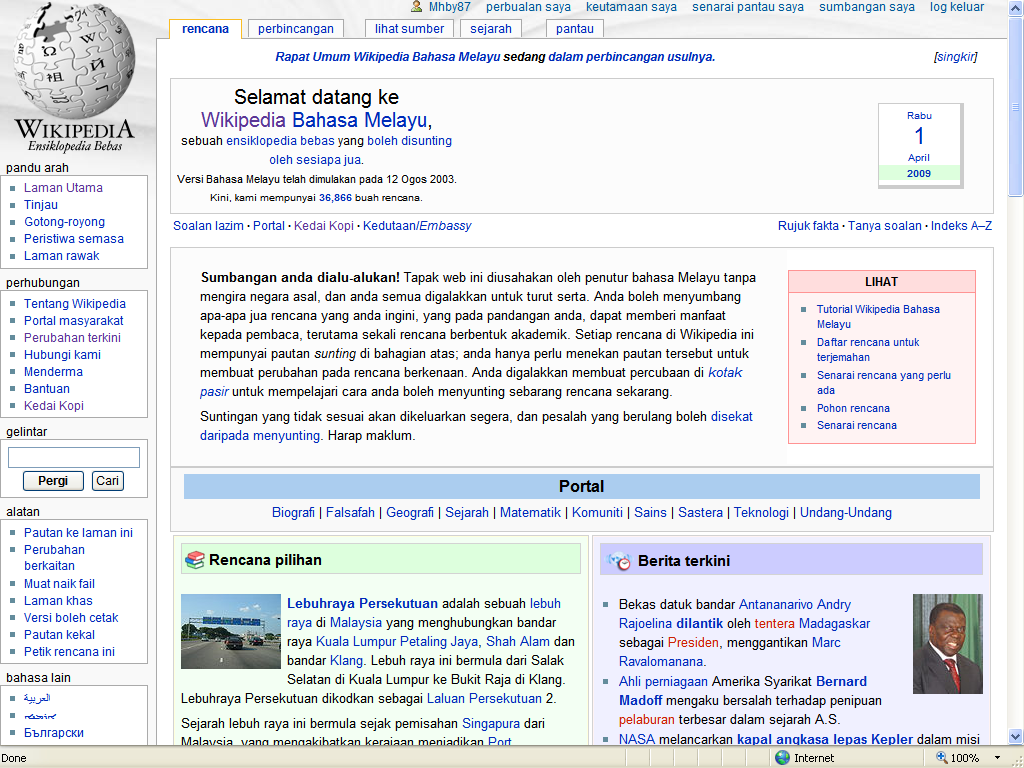
Hauptseite (1. April 2009)
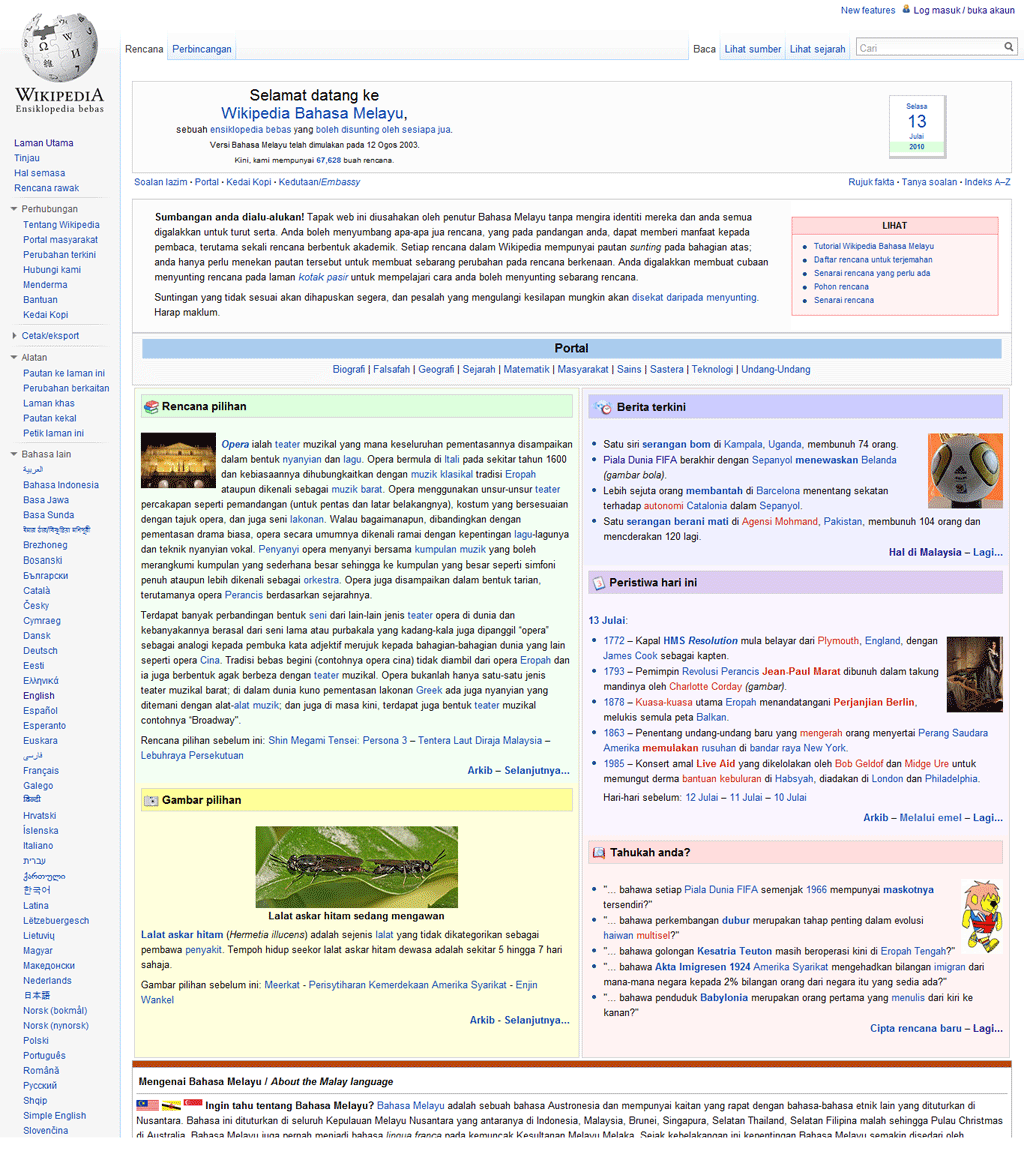
Hauptseite (13. Juli 2010)